# Лисео Милитар
«Сиркуло де экс-Кадетес дель Лисео Милитар Хенераль Сан-Мартин» (исп. Círculo de Ex-Cadetes del Liceo Militar General San Martín) или просто «Лисео Милитар» — аргентинский спортивный клуб из пригорода Буэнос-Айреса Хенераль-Сан-Мартин-Партидо. Регбийная команда клуба выступает в столичном чемпионате. Также в клуб входит команда по хоккею на траве.

## История
В 1950 году бывшие кадеты высшей военной школы им. Генерала Сан-Мартина основали регбийный клуб под названием «Сиркуло де экс-Кадетес дель Лисео Милитар Хенераль Сан-Мартин». В течение первых лет существования команда участвовала лишь в товарищеских матчах. В 1962 году клуб вступил в городской регбийный союз, и впервые принял участие в местных соревнованиях. Годы спустя была создана команда по хоккею на траве.
В 1970 году регбисты вышли в высшую лигу провинции. В 1974 году клуб приобрёл собственную арену близ Лома-Эрмосы. Ранее игроки «Лисео Милитар» проводили домашние матчи на стадионах других клубов. Команда выиграла несколько титулов в молодёжном регби, однако титулами состязаний высшего уровня «военные» не располагают.
Среди известных игроков команды следует отметить Роберто Таскетти, Мариано Перассо, Даниэля Солаберрьету, Алехандро Брасераса, Родриго Гарсию Эстебарену и Николаса Басиле. Одним из наиболее известных тренеров команды является Веко Вильегас. Главным соперником клуба считается военно-морская команда «Лисео Наваль».